# Церква Перенесення мощей святого Миколая (Зарваниця)
Церква Перенесення мощей святого Миколая в с. Зарваниця — греко-католицька церква у селі Зарваниця Золочівського району Львівської області України. Стара дерев'яна будівля церкви була зведена у XIX столітті, мала статус пам'ятки архітектури місцевого значення (охоронний № 1442-М), розібрана на початку 2010-х років. У 2015 році на її місці спорудили нову дерев'яну церкву.

## Історія
Будівля дерев'яної церкви в Зарваниці первісно стояла в сусідньому селі Шпиколоси, 1906 року її продали та перенесли до Зарваниці (за іншими джерелами це сталося 1908 або 1910 року). Храм у Зарваниці був дочірнім церкви Успіння Пресвятої Діви Марії в селі Струтин та входив до Золочівського деканату Львівської архієпархії греко-католицької церкви. Станом на 1924 рік парафія в Зарваниці нараховувала 460 осіб, при церкві діяли однокласна польська школа, читальня «Просвіти», осередок товариства «Сокіл», кооператив.
За деякими джерелами в церкві святого Миколая в Зарваниці служив Блаженний Священномученик Олексій Зарицький.
Близько 2010 року стару церкву розібрали і на її місці почали будівництво нового, більшого за розмірами храму, який освятили 24 травня 2015 року. Церемонію провів архієпископ Львівський, митрополит Ігор Возьняк. Церква у Зарваниці підпорядкована Поморянському деканату Львівської архієпархії УГКЦ.

## Опис
Стара дерев'яна Миколаївська церква в Зарваниці була невеликою за об'ємом, тризрубною, безверхою. Нава квадратна у плані, вкрита двосхилим дахом, увінчаним шестибічним сліпим ліхтарем із маківкою. Бабинець із двома входами та вівтарна частина із прибудованою з півночі захристією були прямокутні у плані та вужчі за наву, також вкриті двосхилими дахами, гребені яких були увінчані шестибічними маківками. На початку XXI століття стіни церкви вкрили вагонкою.
Нова будівля зарваницької церкви значно більша за розмірами, п'ятиверха, але також дерев'яна, зведена із оциліндрованого бруса.
Біля церкви стоїть мурована стінна дзвіниця, що лишилася від попередньої церкви. 